# A27 (autoestrada)

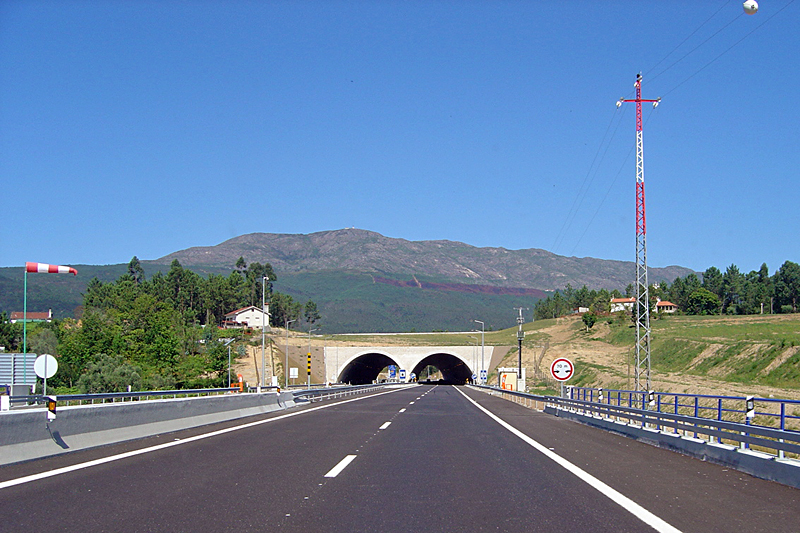
A 27 entre Ponte de Lima e Viana do Castelo.

A A27 – Autoestrada do Vale do Lima, é uma autoestrada portuguesa localizada no distrito de Viana do Castelo que segue o vale do rio Lima. Faz a ligação entre as autoestradas A28, nas proximidades da capital de distrito, e A3, junto a Ponte de Lima, tendo seguimento através do IC28 em direcção ao interior e ao Parque Nacional da Peneda-Gerês.
É concessionada pela Autoestradas do Litoral Norte em regime de SCUT.

## Histórico de troços
| Troço                                | Situação                | km   |
| ------------------------------------ | ----------------------- | ---- |
| Viana do Castelo ( A 28 ) – Nogueira | Em serviço (12/2001)    | 6,4  |
| Nogueira – Ponte de Lima ( A 3 )     | Em serviço (15/07/2005) | 17,6 |

## Perfil
| Troço                            | Perfil | Extensão |
| -------------------------------- | ------ | -------- |
| Viana do Castelo – Ponte de Lima |        | 24 km    |

## Saídas

### Viana do Castelo – Ponte de Lima
| Número da saída | km | Nome da saída                  | Estrada que liga |
| --------------- | -- | ------------------------------ | ---------------- |
| \|              | 0  | Viana do Castelo               | A 28 ( 24)       |
| 1               | 6  | Nogueira Torre                 | N 202            |
| 2               | 10 | Meixedo parque empresarial     | N 305            |
| 3               | 15 | Estorãos Arcos                 | M 525            |
| 4               | 20 | Agoeiros Ponte de Lima (norte) | N 201            |
| 5               | 24 | Porto / Braga Valença          | A 3              |
|                 |    | direcção Ponte da Barca        | IC 28            |